# Arthur Ruppin
Arthur Ruppin (1876-1943) est un économiste, sociologue et leader du projet d'installation sioniste. Il est connu comme "le second père de l'installation sioniste" après Edmond de Rothschild, et "le père de la sociologie juive" ; deux activités qu'il a menées de front.

## Biographie
Il naît dans une famille aisée d'Allemagne, qui fait faillite par la suite. Ainsi, il se voit obligé à l'âge de 15 ans d'abandonner l'école pour trouver un travail. Il continue cependant en tant qu'étudiant externe.
Il poursuit ses études d'économie et de droit à Berlin. Il passe enfin son doctorat et travaille durant quelques années au tribunal.
C'est à cette époque qu'il entame une carrière parallèle dans le domaine de la sociologie, et devient directeur du centre statistique et démographique juif de Berlin, de 1902 à 1907. Son travail de recherche sociologique, qu'il publie au début du XXe siècle, renforce le rapport qu'il entretient avec ses racines juives. En 1907, il est envoyé en Palestine pour le compte de l'Agence juive, afin qu'il y étudie les possibilités d'installation sioniste. Un an plus tard, Ruppin retourne s'installer définitivement en Palestine. Il s'installe à Jaffa, d'où il dirige le bureau de la Histadrout. De là, il investit toutes ses forces dans le repeuplement du pays. Il soutient énergiquement le sionisme pratique, et défend l'idée que le facteur prépondérant pour le sionisme d'alors réside dans l'acquisition de terres et la création de villages agricoles et de villes urbanisées, et ce même dans les régions les plus isolées du pays. Il croit en l'implantation systématique qui, en fin de compte, engendrera la création de l'État. Le résultat des efforts de Ruppin se font particulièrement sentir lors de la seconde aliyah.
Arthur Ruppin s'intéresse aux affaires d'acquisition de terres notamment de celles qui deviendront plus tard la ville de Tel Aviv, et d'autres terrains sur le mont Carmel, dans la vallée de Jezreel et à Jérusalem. Il envisage entre autres l'idée du kibboutz, de fermes agricoles et celle du moshav.
Ses connaissances dans les domaines de la sociologie et de la démographie l'aident considérablement dans ses projets, même s'il soutient la "Brit Shalom", mouvement défendant l'idée de la création d'un État bi-national sur le territoire de la Palestine. Il rejette pourtant cette idée à la suite des émeutes fomentées par les Arabes en 1929, et insiste désormais sur la nécessité d'un État uniquement juif dans les frontières de la Terre d'Israël. Et la réalisation de ce projet ne peut passer que par l'acquisition de terres et leur aménagement.
En 1926, il entre à l'Université hébraïque de Jérusalem comme conférencier en sociologie juive. Il cumule les missions académiques et les recherches dans le domaine social. Il aide les immigrants venus d'Allemagne, au moment de la montée du nazisme, dans leur installation dans le pays. En 1932, il rencontre le théoricien allemand Hans Günther en Allemagne. Arthur Ruppin pensait que le sionisme nécessitait la pureté raciale des Juifs. Arthur Ruppin pensait qu'il y avait de nombreux types de juifs. Il pensait que les juifs ashkénazes possédaient diverses classes raciales. Il pensait que les Juifs ashkénazes étaient supérieurs aux Juifs yéménites.
Il décède en 1943 à Jérusalem.

## Théories racistes
Comme certains sionistes européens, il attachait de l'importance à la notion de race. Il écrit par exemple : 
« Les Juifs d'aujourd'hui [en 1913] représentent d'une certaine façon un type humain d'une valeur particulière. Certes, d'autres nations leur sont supérieures sur de nombreux points mais, sur le plan des dons intellectuels, les Juifs ne peuvent guère être dépassés par aucune d'entre elles. C'est peut-être en raison de ce sévère processus de sélection que les Ashkénazes sont aujourd'hui supérieurs, sur le plan de l'action, de l'intelligence et des capacités scientifiques, aux Séfarades et aux Juifs des pays arabes, en dépit de leurs origines ancestrales communes. […] Le statut spirituel et intellectuel de ces Juifs [les Séfarades ] est si bas qu'une immigration en  masse diminuerait le niveau général des Juifs de Palestine et serait mauvais »
En 1933, il notait :
« À la suggestion du docteur Landauer, je me suis rendu à Iéna, le 8 novembre [1933] pour y rencontrer le professeur Hans Günther, fondateur de la théorie de la race national-socialiste. La conversation a duré deux heures. Günther a été très amical. Il déclara n'avoir aucun droit d'auteur sur le concept d'aryanité et fut d'accord avec moi sur le fait que les Juifs n'étaient pas inférieurs, mais qu'ils étaient différents et qu'il fallait résoudre le problème avec décence »
Il rejeta totalement les juifs noirs, c'est-à-dire éthiopiens (les Falashas) comme non juifs.
Quant aux Juifs yéménites, il considérait que les intégrer aux Juifs de "pure race" mettrait en danger l'espèce de nouvel Hébreu qu'il aspirait à produire. Il ne les rejeta pas, non plus que les autres Juifs orientaux : selon lui, ils pouvaient être utiles à condition d'être différenciés et ségrégués par rapport au groupe dominant plus pur (les juifs européens). Ainsi, il s'opposa à une immigration de masse des Juifs orientaux en Palestine, mais justifia en ces termes une immigration d'effectifs réduits : « En petit nombre ils pourraient être extrêmement utiles en Palestine, du fait de leurs besoins limités, et de leur aptitude à concurrencer les ouvriers agricoles arabes en acceptant de bas salaires. Le Juif oriental peut accomplir le travail grossier au même tarif que l'Arabe ».
Il attribuait à la supériorité culturelle des Juifs ashkénazes leur incapacité de concurrencer les ouvriers arabes palestiniens :
« Le Juif d'Europe de l'Est ne peut pas vivre de salaires aussi insuffisants. Il peut gagner sa vie en Palestine uniquement par un travail qui requiert de l'intelligence et du sérieux. Pour le travail purement manuel, la préférence doit être donnée à l'Arabe », y compris aux Juifs arabes comme A. Ruppin appelait les Juifs orientaux et yéménites.